# Andouillé-Neuville
Andouillé-Neuville är en kommun i departementet Ille-et-Vilaine i regionen Bretagne i nordvästra Frankrike. Kommunen ligger i kantonen Saint-Aubin-d'Aubigné som tillhör arrondissementet Rennes. År 2022 hade Andouillé-Neuville 1 006 invånare.

## Befolkningsutveckling
Antalet invånare i kommunen Andouillé-Neuville
Referens:INSEE